# 樋口一件
樋口一件（ひぐちいっけん）とは江戸時代後期の天保10年5月1日（1839年6月11日）、京都にある公家の樋口家の屋敷において、正三位前大宰大弐である樋口寿康が何者かに殺害された事件。後に寿康の実子および譜代の家臣によるものと判明して、当時の朝廷や公家社会に衝撃を与えた。

## 発生
事件は5月1日の夜に発生した。樋口家の屋敷にて、樋口寿康と妾の花井が何者かに襲撃され、花井は即死し、負傷した樋口も間もなく死去した。翌2日には寿康と同族である高倉永雅から武家伝奏である日野資愛に事件の発生が報告された。なお、この段階では日野は寿康が負傷したこと、金銭問題が原因らしいという情報があることを『公武御用日記』に記載している。しかし、この日のうちに京都の公家社会には樋口家に賊が入ったこと、既に寿康は死亡しているらしいことが広まりつつあった。3日になって樋口家から正式に寿康死亡の届出が出されると、日野は直ちに禁裏附の小笠原信賢と今後の対応を協議すると共にそれから数日にわたって小笠原や京都所司代間部詮勝、関白鷹司政通との間を往復して、指示を仰いでいる。その間にも禁裏附は京都町奉行と共同で事件の捜査を開始していたが、検視した花井の遺体からは事件の手がかりになるようなものは見つけられなかった。寿康の検死も検討されたものの、天和元年（1681年）に高倉永敦が家臣に襲われて重傷を負って間もなく死去した際にも検死は行っていないことから、公家である寿康の検死は先例重視の観点で見送られ、7日に寿康の内葬が行われた。

## 逮捕
寿康の葬儀が終わると、捜査も本格化し、9日には当日の夜に邸内にいた樋口家に仕えている人々5名の取り調べが行われた。そのうち3名の供述には不審な点がなかったためにすぐに返されたが、雑掌である岡田佐兵衛大尉重武と苅田小四郎の供述には曖昧な点があったことから町奉行所に留め置かれて更に取り調べが続くことになった。また、事件直後から行方不明になっていた樋口家所有の刀が邸内から発見された。ここで問題になったのは樋口家譜代の家臣であった岡田は滝口の武士という身分扱いで官位を有していたことであった。官位を持っている武士を処罰する権限は町奉行にはなかったため、万一岡田が犯人だとなった場合には事前に官位の剥奪を行う必要が生じるからである。この問題については所司代や町奉行らとの折衝を続けていた武家伝奏の日野資愛が関白の鷹司政通と協議の上で官位の剥奪については差し支えないということになった。12日になって、岡田が殺害に関して自供を開始し始めたため、正式に岡田の官位を停止して揚屋に送られることになった。ところが岡田が「誡（こらしめ）の必要があった」などの意味不明な供述もあったために、町奉行では拷問を加えながら更に取り調べたところ、寿康の実の息子である近江権介樋口功康の命令によって、岡田と苅田が寿康と花井を殺害したことが明らかになった。この事態に武家伝奏の日野と所司代の間部詮勝は協議をして、朝廷内の処罰（官位剥奪）の決定後に幕府側（町奉行）が功康を揚屋に送る方針が確認された。
5月21日、関白鷹司政通は武家伝奏である日野資愛・徳大寺実堅、議奏である坊城俊明を召集し、直ちに樋口功康も解官除籍をして官位を止めること、親族との面会を禁じることを処分方針として指示し、武家伝奏を通じて光格上皇の了承を得た。また、宗家筋である高倉家にも処分内容を通知して、同家より謹慎中の本人に通達するように指示がなされた。その後、鷹司は両伝奏と議奏坊城の同席の下、高倉永雅・堀河康親ら樋口家の一族の公家達が召集した上で、武家伝奏より「平常の不行跡と奸悪の増長」を理由として今回の処分を下したことを説明させた。また、武家伝奏は京都所司代に、議奏は禁裏附にも処分内容を通知した。これによって功康は公的には公家としての身分を喪失して刑事犯として処分する前提条件が整えられた。高倉家では、直ちに家臣達を樋口家に派遣して雑掌が謹慎中の功康に処分内容を伝えると、樋口家の家臣と共に功康を拘束して駕籠に乗せると裏口から出立し、人通りの少ない場所にて町奉行所の役人に引き渡した。この事は公家社会にも衝撃を与え、5月21日の橋本実麗の日記には「言語道断」と記され、徳大寺公純の日記には子が親を殺し、譜代の家臣が主君を殺すことを非難すると共に、この事件を公家社会全体の「外聞」に関わる問題であり、個々の公家の自覚の低下が招いた事件ではないか？と推測している。

## 処分
公家身分を剥奪された樋口功康であるが、その身分的な取扱を「士分とみなすか、町人や百姓と同じ扱いで良いのか？」に悩んだ町奉行所は所司代に問い合わせを行い、所司代は禁裏附を通じて武家伝奏にそのことを照会した。武家伝奏の日野資愛はその旨を関白鷹司政通に報告したこところ、鷹司は先に捕らえられた雑掌2名も含めて士分として扱って欲しいとする希望を幕府側に伝えるように指示し、幕府側も了承している。同年11月17日に樋口功康の調書の爪印が取られているが、それまでに功康は供述を二転三転させている。裁判は慎重に進められ、かつ（元）公家の裁判ということで、朝廷と京都の所司代、江戸の老中の間でも処罰の内容に関して協議が行われた。その結果、天保13年9月23日（1842年10月26日）になって町奉行所にて判決が下され、首謀者の樋口功康は終生遠島、殺害行為の中心人物である岡田左衛門大尉は洛中引廻しの上鋸引き、これに従った苅田小四郎は獄門とされた。他に当日樋口家にいた他の男女3名の家臣は急度叱、岡田の父も押込（別途朝廷からも解官処分）の処分を受けた。開けて天保14年1月になって、樋口家現当主で功康の養父である樋口保康（樋口寿康の実弟）に対して京都所司代牧野忠雅より幕府の命令として閉門100日の処分と実際の処分を免ずる判断が伝えられた。これとは別に朝廷からは差控（出仕停止）の措置が取られることが決定され、それを受けた保康は落飾して家督を実子である次男の徳丸（後の樋口静康）に譲る希望を朝廷に伝えた。2月28日、町奉行所にて拘禁されていた樋口功康の配流先が隠岐島に決まったことが通知され、その日のうちに京都を出立した。翌29日に功康の身柄は大坂の川口役人に引き渡された。また、京都の関白鷹司政通は樋口家の親族を代表して高倉永雅・堀河康親に対し、本日付で樋口保康の差控を免じ、同時にかねてからの希望である落飾許可と家督相続を承認することを保康に伝えるように命じている。その後、4月25日になって功康の身柄は隠岐に到着した。
なお、判決から26年後に日本は明治維新を迎えることになるが、明治5年（1872年）に明治政府は樋口功康の処罰に関してそのまま据え置くとする決定を下している。

## 動機
明治8年（1875年）、既に54歳になっていた樋口功康が島根県を経由して司法省に対して、高齢を理由に世話をする妾を得ることの許可を申請して受理されている。その際に出された申請の伺書の中で、功康はこれまで曖昧にしてきた殺害の動機を告白した。それによれば、功康の母は寿康の妾であったが、病気がちの母に代わって花井が妾として樋口家に入った。花井は樋口家のことを取り仕切り、功康は実母から引き離されて厳しく育てられた。そのことに次第に恨みを募らせるようになり、同じく花井と仲が悪かった岡田を仲間に引き込んで彼女を殺害しようとした。更に嫌がる苅田を強引に仲間に引き入れた。そして、事件の夜に3名は寝室に押し入って花井を斬り殺すことに成功した。しかし、物音に気付いて起き出した寿康と鉢合わせをしてしまい、暗闇の中で斬りつけて傷を負わせてしまった。事の重大さに気付いた功康は直ちに保康に寿康が怪我している旨を伝え、驚いた保康は高倉永雅らを呼び集めて武家伝奏に報告することになったのだという。